# Tomasz Lazar

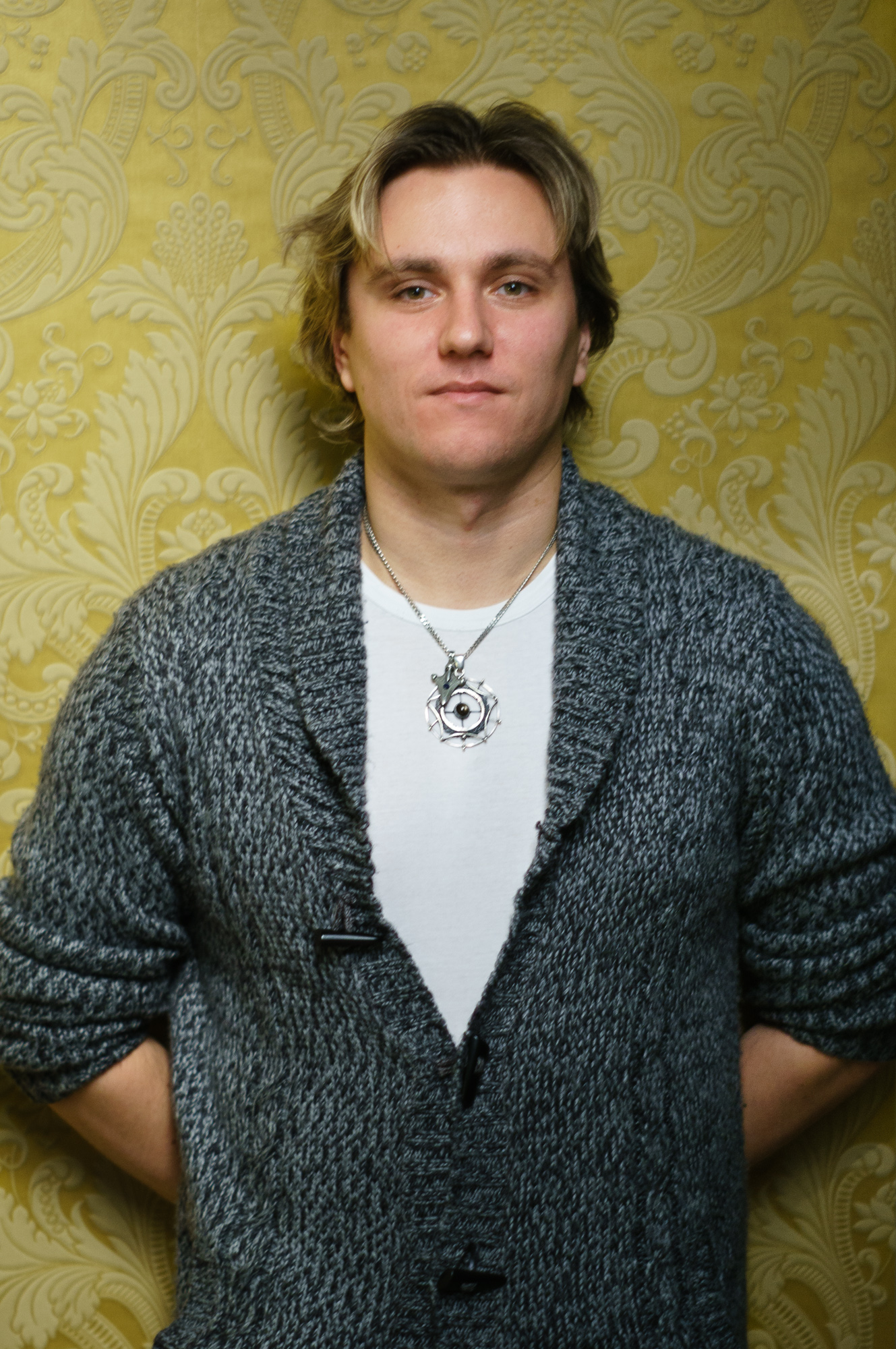
Tomasz Lazar (2013)

Tomasz Lazar (* 1985 in Stettin, Polen) ist ein polnischer Fotograf.
Lazar studierte Informationstechnik an der Westpommerschen Technischen Universität Stettin und Fotografie an der European Academy of Photography (bei Izabela Jarszewska und Tomasz Tomaszewski). Er arbeitet für Polens größtes Fotostudio Makata.
Im Jahr 2012 belegte er beim World Press Photo Contest den 2. Platz in der Kategorie People in the News.